# 亞納奧爾霍山 (奧揚泰坦博區)

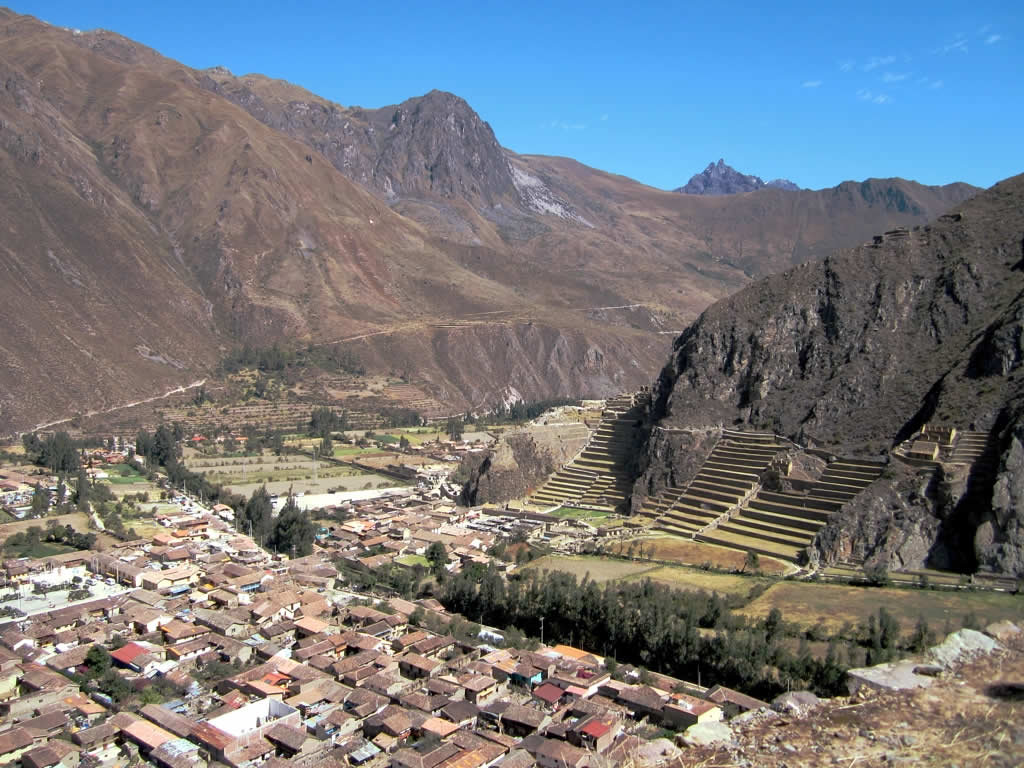

亞納奧爾霍山（Yana Urqu），是秘魯的山峰，位於該國南部庫斯科大區，由烏魯班巴省的奧揚泰坦博區負責管轄，屬於安地斯山脈的一部分，海拔高度4,460米。